# Синдром Валленберга
Синдро́м Валленбе́рга (синонім — синдром Валленберга-Захарченка) — патологічний стан, який виникає при ураженні хребтової або задньої мозочкової артерій. Слідом за артеріями уражаються ядра черепних нервів, які містяться у довгастому мозку.

## Клінічні ознаки
При цьому виникає набір певних симптомів, характерних для синдрому:
- випадання температурної та больової чутливостей обличчя на стороні ураження (ушкодження ядер трійчастого нерва),
- параліч м'язів піднебіння та глотки (ураження подвійного ядра, спільного для IX та Х пар нервів),
- випадіння чутливості з протилежного боку до ураження на тілі (через пошкодження спіноталамічного шляху),
- синдром Горнера — ураження симпатичної нервової системи, проявляється міозом, птозом, слабкою реакцією зіниць на світло,
- атаксія (ураження мозочка),
- запаморочення.

Діагностика — інструментальна (МРТ)
Лікування — симптоматичне.